# Окулярник мінливобарвний
Окулярник мінливобарвний (Zosterops poliogastrus) — вид горобцеподібних птахів родини окулярникових (Zosteropidae). Мешкає в Східній Африці.

## Підвиди
Виділяють три підвиди:
- Z. p. kulalensis Williams, JG, 1948 — гора Кулал[en] (північ Кенії);
- Z. p. poliogastrus Heuglin, 1861 — південний схід Судану, Південний Судан, Еритрея, північна, центральна і східна Ефіопія;
- Z. p. kaffensis Neumann, 1902 — західна і південно-західна Ефіопія.

Деякі дослідники вважають Z. p. kulalensis і Z. p. kaffensis окремими видами Zosterops kulalensis і Zosterops kaffensis.
Вулканські, танзанійські, кіліманджарські, лісові та кенійські окулярники раніше вважалися підвидами мінливобавного окулярника, однак були визнані окремими видами за результатами молекулярно-генетичного дослідження, опублікованого в 2014 році.

## Поширення і екологія
Мінливобарвні окулярники живуть в тропічних гірських лісах, високогірних чагарникових заростях, в садах і на плантаціях на висоті від 1380 до 3400 м над рівнем моря.